# Bryant Park
Bryant Park é um parque público de gestão privada localizado em Manhattan, Nova York. Ele está localizado entre a Quinta e a Sexta Avenida, e entre a Rua 40 e a 42 no centro de Manhattan. Embora tecnicamente o ramo principal da Biblioteca Pública de Nova York esteja localizado dentro do parque, ela efetivamente forma um limite oriental funcional para o parque, tornando a Sexta Avenida a sua principal entrada. O Bryant Park está localizado inteiramente sobre uma estrutura subterrânea que abriga o subsolo com livros guardados da biblioteca, e que foram construídas na década de 1980, quando o parque foi fechado ao público e escavado; as novas instalações da biblioteca foram construídas abaixo do nível do solo, enquanto o parque foi restaurado acima dele.
Mesmo sendo parte do Departamento de Parques e Recreação de Nova York, o Bryant Park é administrado pela corporação privada sem fins lucrativos Bryant Park Corporation. O parque é citado como sendo um modelo para o sucesso das parcerias público-privadas. O parque foi redesenhado em 1988 pela arquiteta paisagista Hanna  Olin e pelo arquiteto Hardy Holzman da Pfeiffer Associates.

## História

### História antiga
Em 1686, quando a área ainda era um deserto, o governador colonial de Nova York, Thomas Dongan , designou a área hoje conhecida como Bryant Park como um espaço público. As tropas de George Washington atravessaram a área enquanto se retiravam da Batalha de Long Island em 1776. A partir de 1823, o Bryant Park foi designado como vala comum (um cemitério para os pobres) e assim permaneceu até 1840, quando milhares de corpos foram transferidos para Wards Island.
O primeiro parque deste local foi inaugurado em 1847 como Reservoir Square.  Em 1853, foi realizada a Feira Mundial chamada de "Exposição da Indústria de Todas as Nações" que teve milhares de expositores no parque. A praça foi usada para exercícios militares durante a Guerra Civil Americana, e foi o local de alguns dos motins de Nova York de julho de 1863, quando o Asylo de Órfãos Coloridos na Quinta Avenida e Rua 43 foi incendiado. O Palácio de Cristal, também conhecido como o Grande Salão de Exposições, foi incendiado em 1858. The Crystal Palace, also known as the Great Exhibition Hall, burned down in 1858.
Em 1884, Reservoir Square foi rebatizado como Bryant Park, em homenagem ao editor do New York Evening Post e abolicionista William Cullen Bryant. Em 1899, a estrutura do Reservatório foi removida e a construção do prédio da Biblioteca Pública de Nova York começou. Jardins de terraço, instalações públicas e quiosques foram adicionados ao parque.

### Deterioração

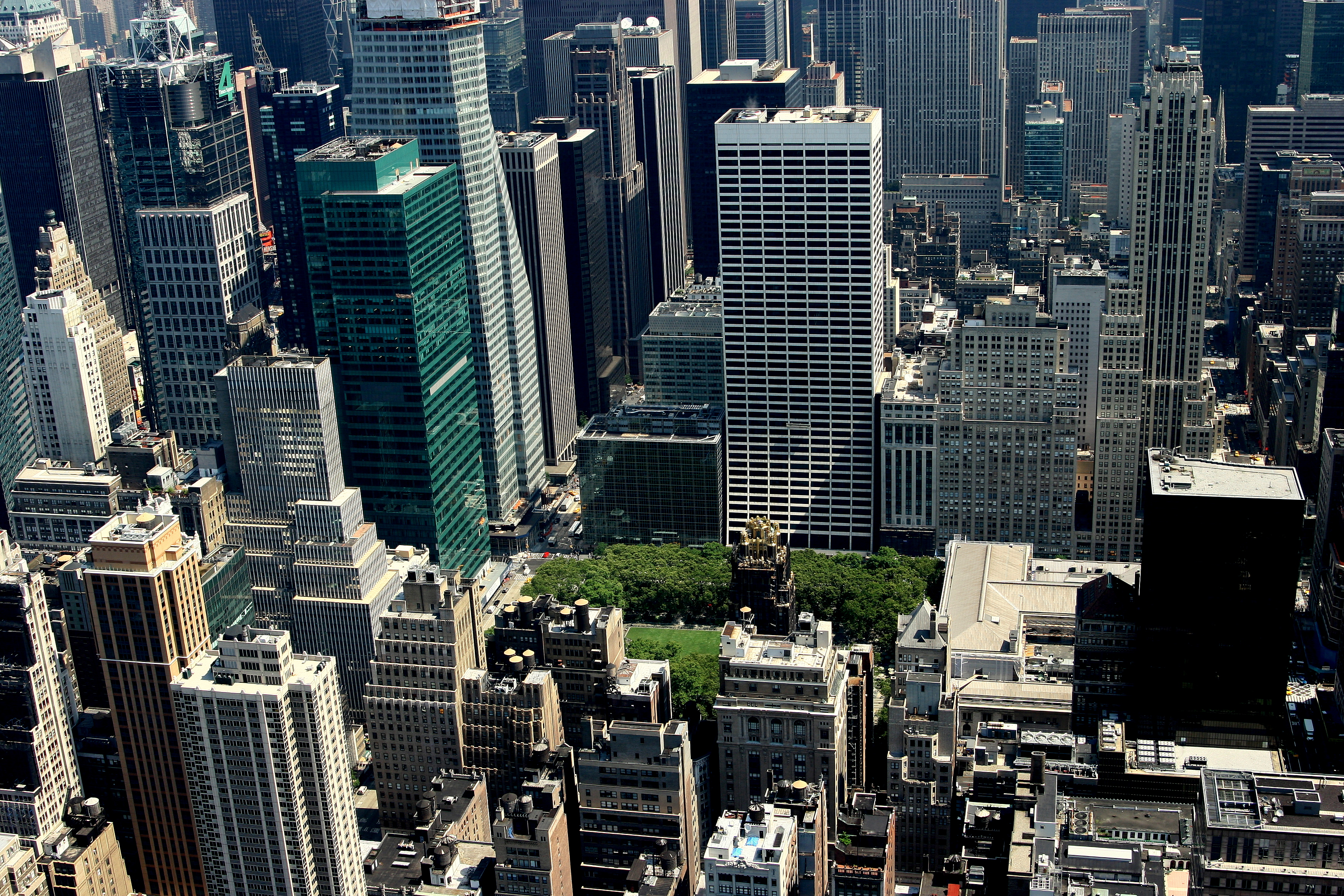
O Bryant Park visto de cima

A construção da linha do metrô elevada da Sexta Avenida em 1878 lançou sombras tanto literais e metafóricas sobre o parque, e nos anos de 1930, o parque estava sofrendo de negligência e foi considerado desonroso. O parque foi redesenhado em 1933-4 como um projeto de obras públicas da Grande Depressão sob a liderança de Robert Moses. O novo parque apresentava um grande gramado e uma cerca de ferro para separar o parque das ruas da cidade. O parque foi temporariamente degradado no final da década de 1930 pela derrubada da linha elevada e pela construção da linha subterrânea da Sexta Avenida, no metrô de Nova York.
Em 15 de outubro de 1969, uma manifestação com a participação de 40.000 pessoas foi realizada no Bryant Park como parte da moratória nacional para acabar com a guerra do Vietnã. Os palestrantes desse evento foram John Lindsay, Eugene McCarthy, William Sloane Coffin, Woody Allen, Dick Cavett, Ben Gazzara, Helen Hayes, Rod McKuen, Shirley MacLaine, Tony Randall, Eli Wallach; Entre os artistas musicais estavam Judy Collins , Peter, Paul e Mary e o elenco da Broadway do musical Hair. Tony Conrad capturou o evento ao vivo da janela de seu apartamento na rua 42 e publicou a gravação no álbum Bryant Park Moratorium Rally.
Na década de 1970, o Bryant Park havia sido tomado por traficantes de drogas, prostitutas e desabrigados e era considerado uma área proibida por cidadãos comuns e visitantes. De 1979 a 1983, um programa coordenado de amenidades, incluindo mercados de livros e flores, cafés, melhorias na paisagem e atividades de entretenimento, foi iniciado por um grupo de defesa de parques chamado Parks Council e imediatamente trouxe nova vida ao parque - um esforço continuado nos anos seguintes, pela The Bryant Park Restoration Corporation, fundada em 1980 por um grupo de proeminentes nova-iorquinos, incluindo membros da família Rockefeller, para melhorar as condições do parque. Em 1988, uma reestruturação e restauração de fundos privados foi iniciada pela Bryant Park Restoration Corporation, sob a liderança de Dan Biederman, com o objetivo de abrir o parque às ruas e incentivar a atividade dentro dele.

### Restauração e renovação
A Bryant Park Restoration Corporation foi fundada em 1980 por Dan Biederman e Andrew Heiskell, presidente da Time Inc. e da Biblioteca Pública de Nova Iorque. O BPRC imediatamente trouxe mudanças significativas que fizeram do parque mais uma vez um lugar que as pessoas queriam visitar. Biederman, um defensor da "[Teoria das Janelas Partidas|Teoria das Janelas Quebradas]]" exposta por James Q. Wilson e George L. Kelling em um artigo de 1982 da Atlantic Monthly, instituiu um programa rigoroso para limpar o parque, remover pichações e reparar a planta física. O BPRC também criou uma equipe de segurança privada para enfrentar o comportamento ilegal imediatamente.

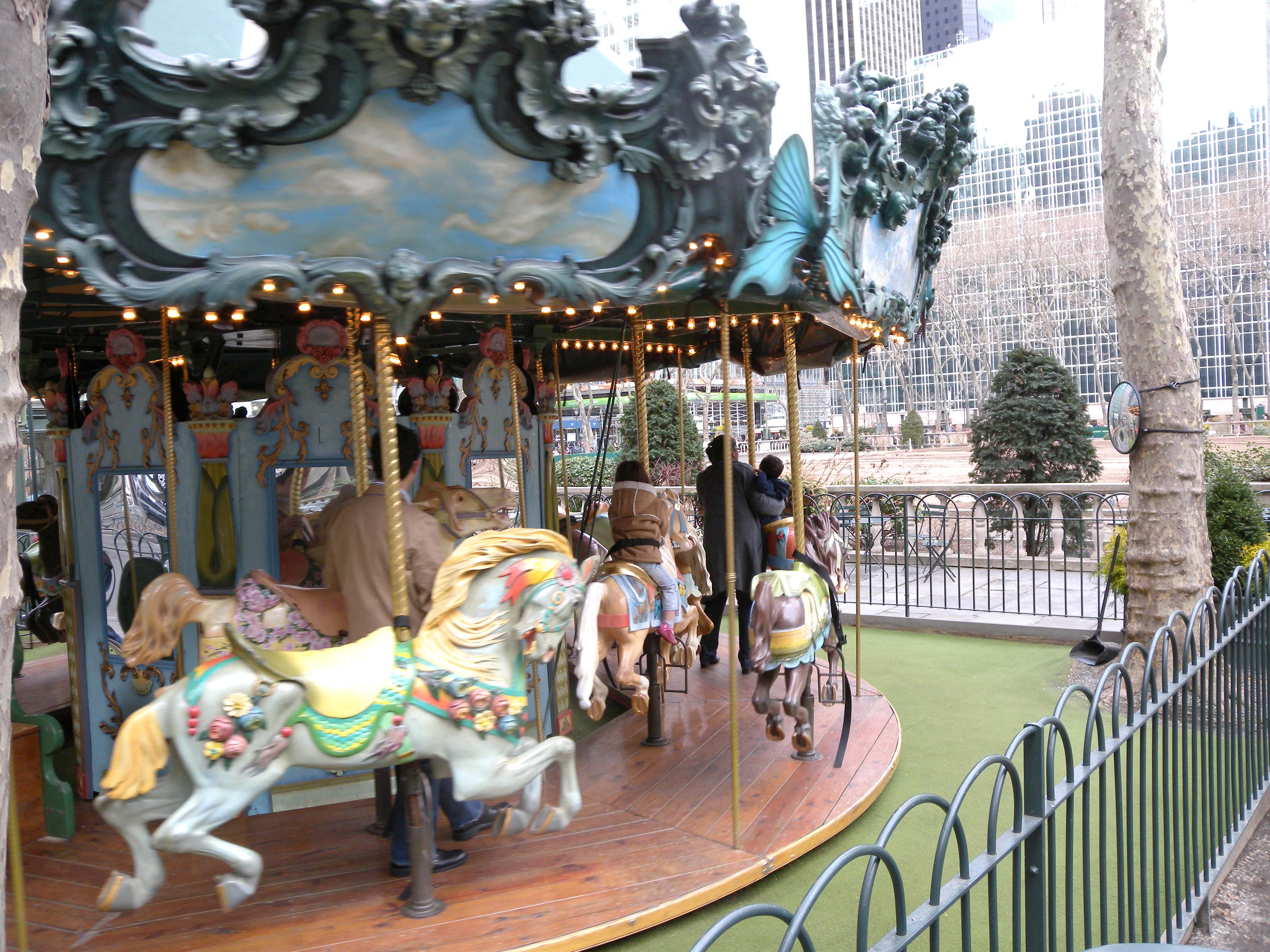
O carrossel do Bryant Park

Após os sucessos iniciais, o BPRC fechou o parque em 1988 para empreender um projeto de quatro anos e construir novas entradas no parque com maior visibilidade da rua, melhorar o design formal do jardim francês - com uma exuberante reformulação de Lynden Miller - e melhorar e reparar caminhos e iluminação. O plano do BPRC também incluiu a restauração dos monumentos do parque, a reforma dos banheiros fechados e a construção de dois pavilhões de restaurantes e quatro quiosques de concessão. No esforço, Biederman trabalhou com a arquiteta paisagista Hanna, da Olin Ltd. e William H. Whyte, um sociólogo americano e um distinto observador do espaço público. A influência de Whyte levou-os a implementar duas decisões essenciais para tornar o parque o espaço público de sucesso que eram: Primeiro, eles insistiram em colocar cadeiras móveis no parque, de acordo com a crença de longa data de Whyte de que cadeiras móveis dão às pessoas uma sensação de poder, permitindo-lhes sentar-se onde e em qualquer orientação que desejarem. A segunda decisão foi abaixar o parque em si, porque o Bryant Park havia sido elevado da rua  antes da reformulação de 1988, um projeto propício à atividade ilegal. A reforma de 1988 baixou o parque quase ao nível. Os banheiros do parque, que estavam fechados há 35 anos, também foram reformados. A arquiteta paisagista Laurie Olin lembra que o processo de design se concentrou nas "diferentes habilidades das pessoas que usam esses espaços ... e também em criar espaços que as pessoas se sintam confortáveis entre si".
Depois de um esforço de quatro anos, o parque reabriu em 1992 com grande sucesso. Considerado "um triunfo para muitos" pelo crítico de arquitetura do New York Times, Paul Goldberger, a renovação foi elogiada não apenas por sua excelência arquitetônica, mas também por aderir à visão de Whyte. De acordo com Goldberger, Biederman "entendeu que o problema do Bryant Park era sua percepção como um recinto isolado da cidade; ele sabia que, paradoxalmente, as pessoas se sentem mais seguras quando não estão isoladas da cidade". A renovação foi elogiada como "O melhor exemplo de renovação urbana" pela revista New York, e foi descrita pela Time como um "pequeno milagre". Muitos prêmios se seguiram, incluindo um Prêmio de Mérito Design da Landscape Architecture Magazine, que observou que o parque era "colorido e confortável ... e seguro". Em 1996, o Urban Land Institute (ULI) homenageou o BPC com um prêmio de excelência. A ULI observou que a renovação "transformou um desastre em um ativo, melhorou drasticamente o bairro e aumentou os aluguéis de escritórios e as taxas de ocupação".

### Ressurgimento e atualidade

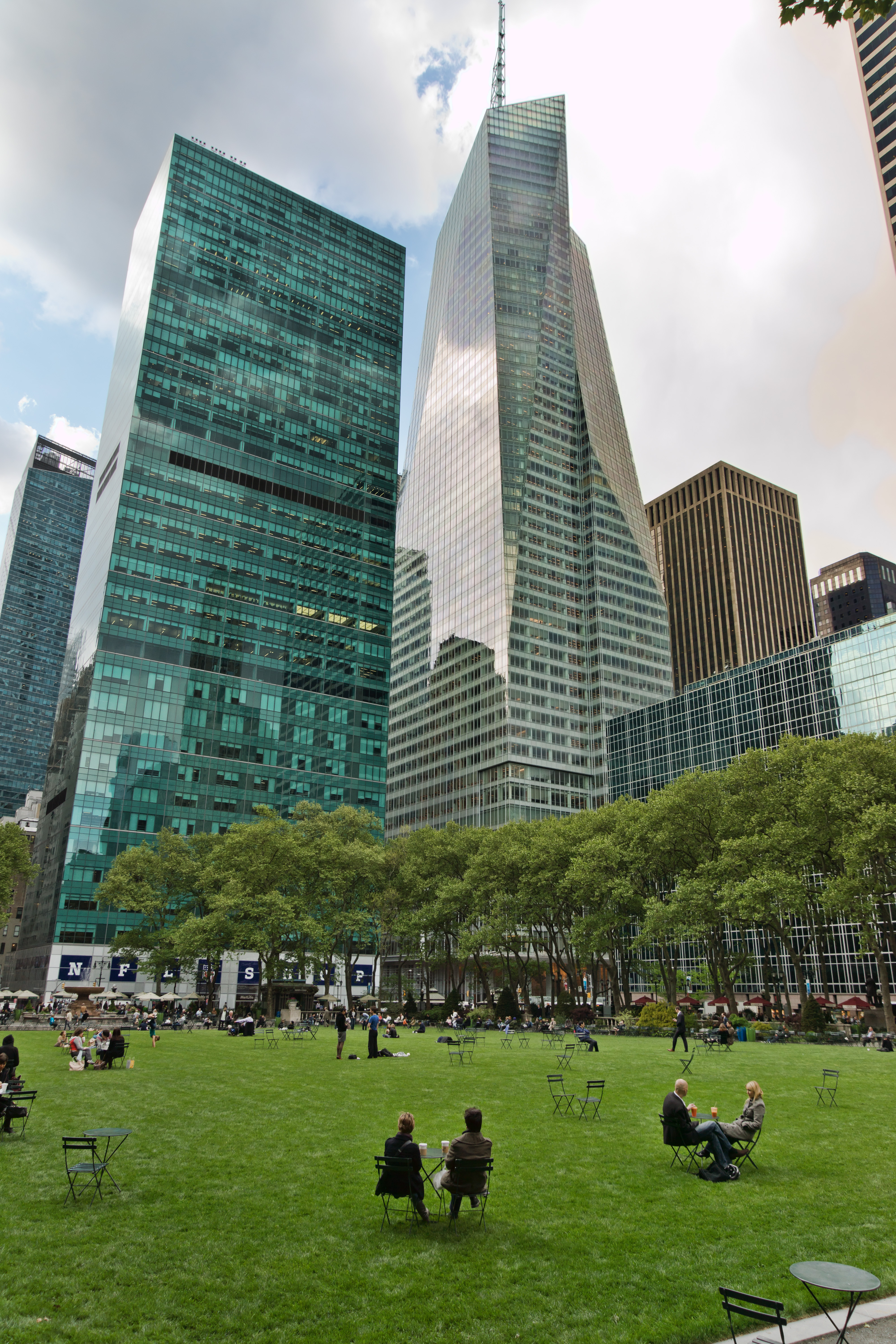
Uma visão do gramado

O Bryant Park é um dos exemplos mais emblemáticos do ressurgimento da cidade de Nova York nos anos 90. Com uma baixa taxa de criminalidade, o parque recebe trabalhadores de escritório em dias de semana ensolarados, visitantes da cidade nos fins de semana e turistas durante as férias. A contagem diária de frequência geralmente excede 800 pessoas por metro quadrado, tornando-se o parque urbano mais densamente ocupado do mundo. Um artigo do New York Times em 1995 se referia ao parque como a "Praça da Cidade de Midtown" e um "oásis de escritórios" freqüentado por funcionários de escritórios do centro da cidade. O parque foi exaltado por sua relativa calma e limpeza.
Com a segurança em grande parte nas mãos do BPC, o controle corporativo do parque significou que os serviços oferecidos a profissionais de colarinho branco fossem encorajados, enquanto aqueles que poderiam atender a um público urbano mais amplo ficassem ausentes. No início dos anos 2000, o BPC adicionou um carrossel feito sob medida e reviveu a tradição de uma biblioteca ao ar livre, The Reading Room, que também hospeda eventos literários. O Bryant Park Grill e o Bryant Park Cafe tornaram-se locais populares depois do trabalho, e comida e bebida são servidas em quatro quiosques concessionários operados pelo parque. Na rua 40 há uma estação chamada Games Bryant Park, onde os visitantes podem jogar uma variedade de jogos, incluindo xadrez chinês e quoits . No verão de 2002, o parque lançou o Bryant Park Wireless Network gratuito, tornando o parque o primeiro em Nova York a oferecer acesso Wi-Fi gratuito aos visitantes; melhorias em 2008 aumentaram significativamente o número de usuários que poderiam fazer logon em um determinado momento. A lagoa, com uma pista de patinação no gelo gratuita, abriu no parque em 2005. Os banheiros públicos amplamente elogiados do parque oferecem aos nova-iorquinos instalações públicas de luxo abertas a todos, uma comodidade rara na cidade; uma reforma subsequente solidificou seu status de, como disse o Comissário de Parques de Nova York, Adrian Benepe, "o padrão ouro para as estações de conforto dos parques".
O aumento dramático dos valores imobiliários na área em torno do Bryant Park, bem como a nova construção em áreas adjacentes, é uma consequência das melhorias do parque. Cada vez mais, edifícios e empresas nas proximidades do parque também estão se referindo ao parque em seus nomes. Estas tendências, observadas pela primeira vez em 2003, são mostradas no novo arranha-céu do Bank of America Tower, que também é chamado de One Bryant Park, no canto noroeste do parque, assim como a tendência crescente dos endereços do Bryant Park. incluindo 3,4,5 e 7 Bryant Park. Também é mostrado pela decisão da National Public Radio, localizada ao sul do parque, para nomear um extinto talk show, o "Bryant Park Project", no lançamento do show em 2007. Tal entusiasmo para se apropriar do nome do Bryant Park teria sido inexistente na década de 1980, quando a área foi descrita como "o Velho Oeste".

## Estrutura e eventos

### Esculturas
- Benito Juárez (2002)
- Gertrude Stein
- Johann Wolfgang von Goethe (1932)
- José Bonifácio de Andrada e Silva (1954)
- Fonte do Memorial de Josephine Shaw Lowell (1913)
- William Cullen Bryant Memorial (1911)
- William Earl Dodge (1885)

### Gramado
Uma das características mais impressionantes do parque é um grande gramado que é a maior extensão de grama em Manhattan, ao sul do Central Park. Além de servir como um "refeitório" para funcionários de escritórios do centro e um lugar de descanso para pedestres cansados, o gramado também serve como área de estar para alguns dos principais eventos do parque, como o HBO Bryant Park Summer Film Festival, o Broadway in Bryant Park, e o Square Dance. A temporada de eventos no gramado vai de fevereiro a outubro, quando está fechada para dar lugar ao Bank of America Winter Village. O gramado fica aberto na maioria dos dias, fechando apenas para uma manutenção regular, para drenagem após uma forte chuva ou para se recuperar após eventos de alto impacto.

### Árvores

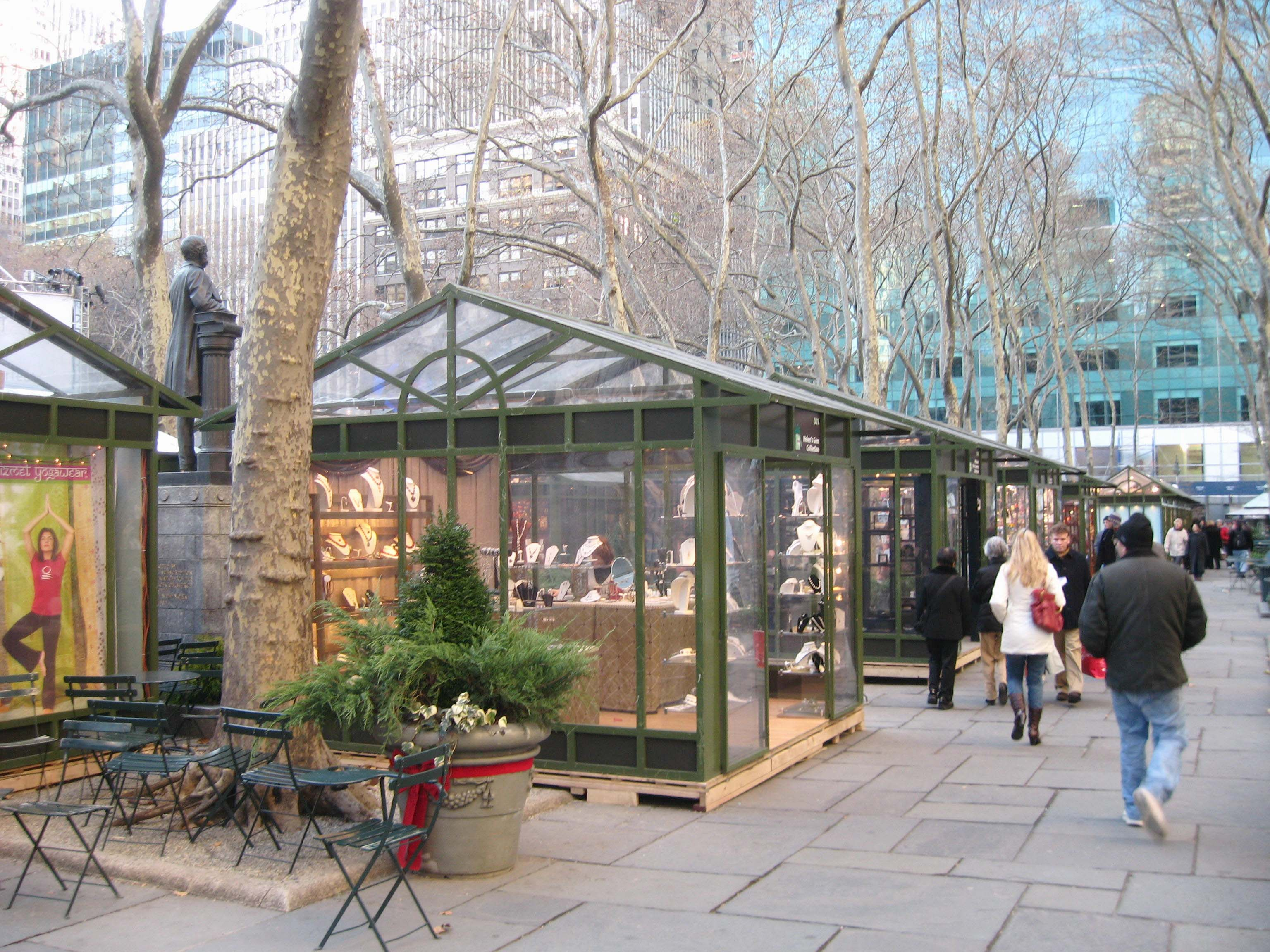
As lojas durante o Winter Village

Ao longo dos lados norte e sul do parque há passeios gêmeos ladeados por plátanos de Londres (platanus acerifolia) . Esta é a mesma espécie encontrada no Jardins das Tulherias em Paris, e contribui muito para a sensação europeia do parque. Essas árvores podem crescer até 120 pés de altura.

### Sala de leitura
A sala de leitura original começou em agosto de 1935, em resposta às perdas de empregos na Era da Depressão. Iniciada como uma iniciativa da Biblioteca Pública de Nova York, a Sala de Leitura ofereceu aos homens desempregados um lugar para interagir e compartilhar idéias sem ter que pagar ou mostrar qualquer identificação. Livros da biblioteca e doações de revistas e publicações comerciais de editoras tornaram a biblioteca ao ar livre um grande sucesso. A tradição das Salas de Leitura foi interrompida em 1944 devido ao boom de empregos resultante da Segunda Guerra Mundial.
O Reading Room no Bryant Park foi reaberto em 2003 e o HSBC foi seu primeiro patrocinador. A Oxford University Press, a Scholastic Corporation, a Mitchell's NY, a Condé Nast Publications, a Time Inc., a Hachette Filipacchi Media US e a Rodale, Inc. doaram livros e publicações desde sua concepção em 2003. Além da leitura complementar em 2004, a programação foi adicionada ao conteúdo do Reading Room. A Sala de Leitura é agora um destino literário que apresenta leituras e vendas de livros de escritores e poetas contemporâneos, além de eventos especiais relacionados a livros, como clubes de livros, oficinas de escritores e leitura de histórias para crianças.

### Bank of America Winter Village
Inspirado no mercado natalino da Europa, em 2002, o Bryant Park introduziu as Holiday Shops em um esforço para animar o espaço do parque durante o inverno. Inicialmente começando em um ritmo lento, as Holiday Shops tornaram-se um marco da cena do feriado de Manhattan em 2005 expandindo-se para um destino sazonal abrangente com a adição da única pista gratuita de patinação no gelo de Nova York, um pinheiro abeto de noruega, e também um espaço exclusivo para refeições e eventos.

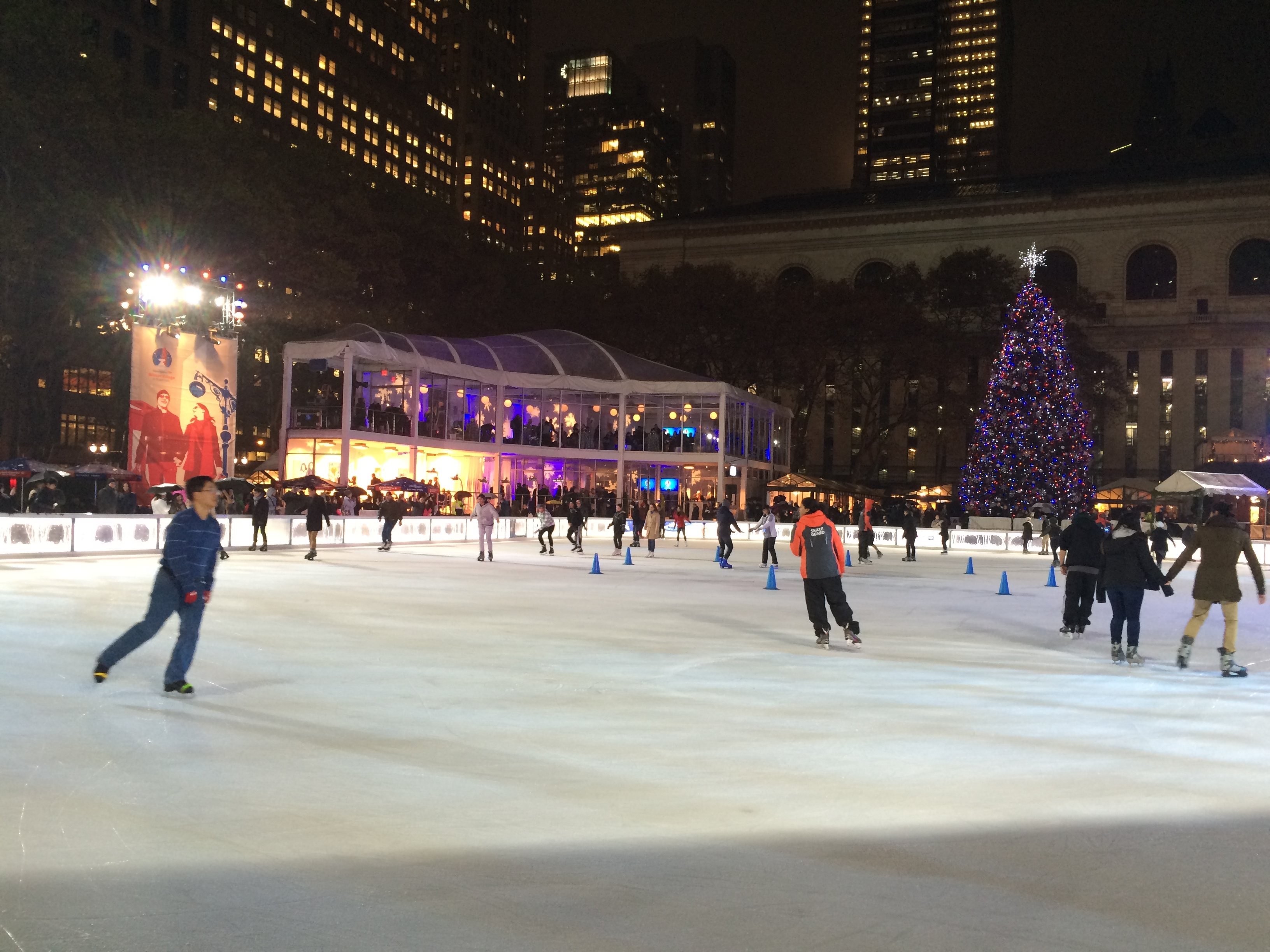
A pista de patinação no gelo

Patrocinado pelo Bank of America, a Winter Village transformou o parque em um destino para todo o ano. Em setembro de 2016, o Bryant Park anunciou uma nova operadora para a concessão exclusiva da Winter Village, a Union Square Hospitality Group (USHG), de Danny Meyer , que operará com tarifa pública, um restaurante casual. Além disso, as Holiday Shops que cresceram de 80 lojas em 2002 para mais de 125 em 2015, foram renovadas para oferecer uma seleção de produtos locais e caseiros e um mercado de alimentos apresentando alguns dos restaurantes da cidade.

### Programação
Numerosos eventos são hospedados no gramado do Bryant Park. O Bryant Park Movie Nights, iniciado no início dos anos 90, traz uma multidão muito grande para o parque nas noites de segunda-feira durante o verão. Várias apresentações musicais gratuitas são patrocinadas por corporações durante os meses de clima quente, incluindo a Broadway in Bryant Park, patrocinado pela iHeartMedia e com artistas dos atuais musicais da Broadway, integrados com conteúdo fornecido por patrocinadores do evento.
Desde 2005, o Great Lawn também organizou programas com equipes esportivas profissionais locais e eventos com o New York Yankees e o New York Rangers. O parque tem uma concessão de xadrez no terraço ao longo do lado da rua 40, que oferece empréstimos gratuitos para jogo de mesa e jogos sociais. Há também um local para os praticantes de petanca, um tipo de jogo francês de bocha. Também são populares aulas gratuitas de malabarismo, ioga, tai chi e tricô. No verão de 2009, a Bryant Park Corporation adicionou duas mesas de pingue-pongue no canto noroeste do parque.

## Na cultura popular
Desde a sua restauração, Bryant Park tornou-se um cenário preferido para produções de cinema e televisão.
Cinema:
- A cena final do filme de Howard Stern, Private Parts (1997), apresentando a banda AC/DC tocando no parque, foi filmada em julho de 1996.[33]
- No começo de Os Caça-Fantasmas (1984), Bill Murray, Dan Aykroyd e Harold Ramis saem correndo do prédio da biblioteca.[34]
- Chris Rock usou o parque para observar mulheres em I Think I Love My Wife (2007).[35]
- O filme Sex and the City (2008) encenou várias cenas em frente à Biblioteca Pública de Nova York e no carrossel do parque.[36]
- No verão de 2009, o filme Morning Glory (2010), estrelado por Harrison Ford e Rachel McAdams, filmou várias cenas no Bryant Park.[37]

Televisão:
- Durante um episódio de Hana Yori Dango Returns, a protagonista Makino passa pelo Bryant Park enquanto persegue um ladrão de bolsas.[38]
- Law & Order está entre as séries de televisão que usam o parque para gravar cenas.
- Três finalistas de uma temporada do programa de design de moda Project Runway mostraram suas coleções finais quando a Fashion Week foi realizado no Bryant Park.[39][40]